# Стефан Дервентски
Стефан Байков Дервентски е български учител, революционер и политик.

## Биография
Роден е през 1849 г. в Осман пазар (Омуртаг). Завършва начално и взаимно училище в Осман пазар. След това учи в класното училище в Шумен. От 1871 до 1878 г. е учител в родното си място. Съпруга му е учителката Ангелина Славева.
Член е на частния революционен комитет и поддържа връзка с Васил Левски. Спомага издаването на една от малкото преведени американски книги „Небесни светила или планетните и звездните мигове“ на О. Мичъл (1875). След Руско-турската война от 1877 – 1878 г. е избран за председател на Османпазарския окръжен съвет. Остава на този пост до 1880 г. От 1880 до 1881 г. е председател на окръжния съвет в Ески Джумая (Търговище). След това до 1882 г. е околийски началник на Осман пазар. За кратко е Новопазарски околийски началник. От 1883 г. е мирови съдия в Кеменлар. През 1887 г. е председател на Временната комисия за управление на Осман пазар. Народен представител в Учредителното събрание „по звание“ като председател на Окръжния съвет в Осман пазар. С либерални убеждения. Умира през 1905 г. във Варна.